# Maria Rudzińska-Arcimowicz
Maria Rudzińska-Arcimowicz (lit. Marija Rudzinskaitė-Arcimavičienė; ur. 16 lipca 1885, zm. 8 maja 1941 w Wilnie) – litewska egiptolożka, pionierka egiptologii na Litwie.

## Życiorys
Pochodziła z rodziny ziemiańskiej. Urodziła się w Szarawach (Šaravai) w powiecie kiejdańskim. W 1900 ukończyła gimnazjum dla dziewcząt w Kownie. W 1904 skończyła kurs nauczycielski, a w 1908 Wyższy Kurs Kobiet na kierunku historia i filologia. Studiowała egiptologię na Moskiewskim Uniwersytecie Cesarskim pod kierunkiem orientalisty Borysa Turajewa. Studia ukończyła w 1916.
W Moskwie wyszła za mąż, ale mąż został wcielony do wojska i z niego nie wrócił. W 1918 Marija zamieszkała w Kownie. Uczyła w gimnazjach i szkołach, wykładała na Uniwersytecie Litewskim (początkowo po rosyjsku, potem, gdy nauczyła się litewskiego, w tym języku).
Kilkakrotnie uczestniczyła w wyprawach do Gizy (1910, 1924, 1934). Wrażenia z podróży opisała w prasie rosyjskiej i polskiej. Po każdej z wypraw publikowała książki naukowe. Brała udział w światowych kongresach orientalistycznych jako reprezentantka Litwy (Berlin, Rzym i Bruksela).
W latach 1922–1940 pracowała jako profesorka nadzwyczajna w Katedrze Historii Powszechnej Wydziału Humanistycznego Uniwersytetu Witolda Wielkiego w Kownie. W 1922 zainicjowała uniwersyteckie zajęcia z historii Egiptu. W 1932 opublikowała słownik egipskich hieroglifów. Przetłumaczyła kilka egipskich hymnów i opowiadań. W 1936 opublikowała podręcznik historii Egiptu. W 1940 została przeniesiona do pracy na Uniwersytecie Wileńskim i mianowana profesorką nadzwyczajną w Katedrze Historii Powszechnej.
Po wybudowaniu siedziby Muzeum Wojskowego im. Witolda Wielkiego w Kownie wystąpiła do Ministerstwa Edukacji Litwy o zgodę na zorganizowanie w placówce ekspozycji starożytnej sztuki egipskiej. Z powodu odmowy wystawiała sprowadzone z Egiptu eksponaty ze swojej kolekcji w Muzeum Pedagogicznym Okręgu Kowieńskiego. Próbowała zorganizować przestrzeń wystawienniczą na terenie Uniwersytetu Wileńskiego, ale bezskutecznie. W 1910 jej kolekcję 23 zabytków egipskich (mumie, sarkofagi, maski, statuetki itp.), obawiając się nacjonalizacji przez okupanta sowieckiego, przeniesiono do Muzeum Kultury w Kownie (współcześnie Galeria Sztuki im. M. Żilinskasa).